# إصفورن هنري
إصفورن هنري (الاسم العلمي:Isopyrum henryi) هو نوع غير مؤكد من النباتات يتبع جنس الإصفورن من الفصيلة الحوذانية. سمي هذا النوع نسبةً إلى عالم النبات اسكتلندي أوغسطين هنري.